# Deiregyne obtecta
Deiregyne obtecta är en orkidéart som först beskrevs av Charles Schweinfurth, och fick sitt nu gällande namn av Leslie Andrew Garay. Deiregyne obtecta ingår i släktet Deiregyne, och familjen orkidéer.
Artens utbredningsområde är Guatemala. Inga underarter finns listade i Catalogue of Life.